# 哈普恩岩
哈普恩岩（英語：Harpun Rocks）是南極洲的岩石，處於德爾塔島的比爾斯角東南面0.2公里，屬於帕默群島中梅爾基奧群島的一部分，在1927年由英國研究隊繪入地圖，現時由南極條約體系管理。